# Nguyễn Thị Phương Đào
Nguyễn Thị Phương Đào (sinh năm 1962) là đại biểu Quốc hội Việt Nam khóa 13, thuộc đoàn đại biểu Bến Tre.

## Tiểu sử
Ngày sinh: 1/12/1962
Giới tính: Nữ
Dân tộc: Kinh
Tôn giáo: Không
Quê quán: Xã Nhơn Thạnh, thành phố Bến Tre, Bến Tre
Trình độ chính trị: Cao cấp lý luận chính trị
Trình độ chuyên môn: Cử nhân Lịch sử (Đại học Thanh vận, Liên Xô cũ)
Nghề nghiệp, chức vụ: Trưởng đoàn đại biểu Quốc hội, Ủy viên Ban Thường vụ Tỉnh ủy, Chủ tịch Ủy ban Mặt trận Tổ quốc Việt Nam tỉnh Bến Tre
Nơi làm việc: Ủy ban Mặt trận Tổ quốc Việt Nam tỉnh Bến Tre
Ngày vào đảng: 13/2/1982
Nơi ứng cử: Bến Tre
Đại biểu Quốc hội khoá: XIII
Đại biểu chuyên trách: Không
Đại biểu Hội đồng nhân dân: Đại biểu HĐND tỉnh nhiệm kỳ (2004-2011), (2011-2016)